# Laurie Chan

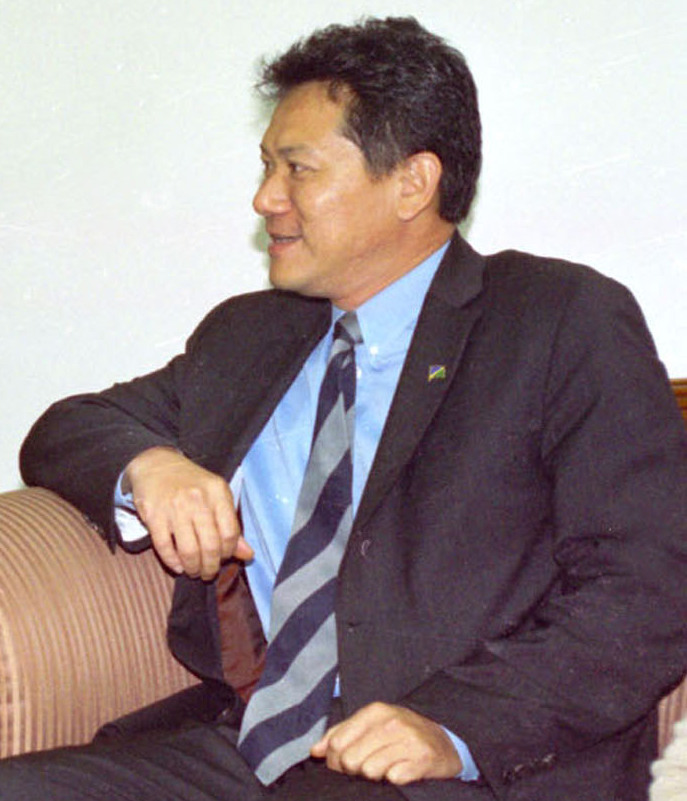
Laurie Chan (2005)

Hon. Laurie Hok Si Chan (chinesisch 陳學仕 / 陈学仕, Pinyin Chén Xuéshì; * 6. April 1965 in Honiara) ist ein Politiker der Salomonen der People Alliance Party, der unter anderem zwischen 2001 und 2010 Mitglied des Nationalparlaments sowie 2002 erst Finanzminister und daraufhin von 2002 bis 2006 Außenminister war. Er war zudem zwischen 2009 und 2010 Justizminister sowie von 2011 bis 2014 Botschafter in der Republik China (Taiwan).

## Leben
Laurie Hok Si Chan, Sohn des Unternehmers Thomas Koh Chan, war ebenfalls als Privatunternehmer tätig. Er wurde am 5. Dezember 2001 erstmals Mitglied des Nationalparlaments und vertrat in diesem nach seiner Wiederwahl am 5. April 2006 den Wahlkreis West Guadalcanal Constituency bis zur Wahl am 4. August 2010, bei der er nicht erneut kandidiert hatte.
Im Kabinett von Premierminister Sir Allan Kemakeza übernahm er nach der Entlassung von Michael Maina am 30. März 2002 das Amt als Minister für Finanzen und Schatz (Minister for Finance and Treasury) und bekleidete dieses bis zum zu seinem Rücktritt am 8. Dezember 2002. Am 12. Dezember 2002 löste er wiederum Nollen Leni als Außenminister (Minister for Foreign Affairs) ab, während der stellvertretende Premierminister Snyder Rini zugleich das Amt als Minister für Finanzen und Schatz übernahm. Als Finanzminister nahm er an Treffen des Internationalen Währungsfonds (IWF) sowie als Außenminister an Treffen der Regierungschefs des Commonwealth of Nations teil. Das Amt als Außenminister hatte er vom 21. April bis zum 4. Mai 2006 auch im Kabinett von Premierminister Snyder Rini inne.
Nach seinem Ausscheiden aus der Regierung wurde Chan am 10. Mai 2006 Mitglied des Ausschusses für Gesetzentwürfe und Gesetzgebung (Bills and Legislation Committee) sowie am 14. Januar 2008 Vorsitzender des Ausschusses für Auswärtige Beziehungen (Foreign Relations Committee). Im Kabinett von Premierminister Derek Sikua fungierte er zwischen 2009 und 2010 als Minister für Justiz und Rechtsangelegenheiten (Minister for Justice and Legal Affairs). Nach seinem Ausscheiden aus dem Nationalparlament übernahm er von 2011 bis 2014 das Amt als Botschafter in der Republik China (Taiwan).